# 納爾遜 (阿拉巴馬州)
納爾遜（英語：Nelson）是一個位於美國阿拉巴馬州謝爾比縣的非建制地區。該地的面積和人口皆未知。

## 地理
納爾遜的座標為33°12′55″N 86°34′52″W / 33.21528°N 86.58111°W，而該地的平均海拔高度為141米（即463英尺）。